# Amalie Konsa

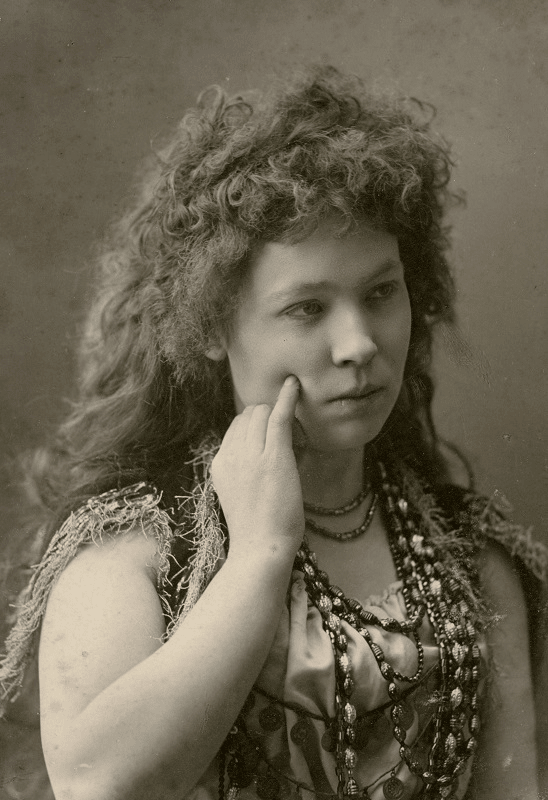
Amalie Konsa, 1903

Amalie Konsa, eigentlich Amalie-Louise Konts, (* 26. Februarjul. / 10. März 1873greg. in Raadi; † 19. Juli 1949 in Tartu, Estland) war eine estnische Schauspielerin und Sängerin.

## Leben und Werk
Amalie Konsa wurde in bescheidene Verhältnisse einer kinderreichen Familie geboren. Die Mutter war Lettin, der Vater Este. Sie besuchte die Schule in Tartu. Früh musste sie sich als alleinerziehende Mutter durchschlagen.
Amalie Konsa stand bereits ab 1886 als Chorsängerin des Theater- und Opernhauses Vanemuine im damals livländischen Tartu auf der Bühne. Im letzten Jahrzehnt des 19. Jahrhunderts wurde sie unter dem Pseudonym Brigitta eine der bekanntesten und beliebtesten Schauspielerinnen in der Schauspielgruppe des estnischen Impresarios August Wiera (1853–1919). Später war Karl Menning (1874–1941) einer ihrer großen Förderer.
Von 1906 bis zu ihrem Tod 1949 war Amalie Konsa (mit Unterbrechungen) am Theater Vanemuine beschäftigt. Sie avancierte zu einer der bekanntesten und beliebtesten Schauspielerinnen Estlands für Charakterrollen. Daneben war sie 1927 in einem der ersten estnischen Stummfilme, Noored kotkad („Junge Adler“) von Theodor Luts, zu sehen.

## Auszeichnungen
1936 wurde ihr von der Republik Estland die Auszeichnung „Verdiente Schauspielerin“ verliehen. 1948 erhielt sie den Titel „Verdiente Künstlerin der Estnischen SSR“.
An ihrem Haus in der Tartuer Innenstadt ist heute eine Gedenktafel aus Bronze angebracht.